# HAT-P-8b
HAT-P-8b是一颗位于飞马座，距离地球约750光年的系外行星，其母星为10等星GSC 02757-01152。该行星于2008年12月5日被发现。尽管其被命名为HAT-P-8b，但它实际上是匈牙利自动望远镜网络计划发现的第11颗系外行星。该行星质量约为木星的1.5倍，半径也比木星大50%。由于该行星是一颗典型的凌星行星，科学家得以探测到了该行星的轨道倾角，利用该数据进一步得出了它的准确质量。该行星是一颗巨行星，其轨道十分接近于中央恒星——大约只有地球至太阳距离的2/41，如此近的距离使其表面温度极高，所以该行星也属于热木星类型。其轨道周期为3地球日1小时49分54秒。